# Bootbijlcultuur

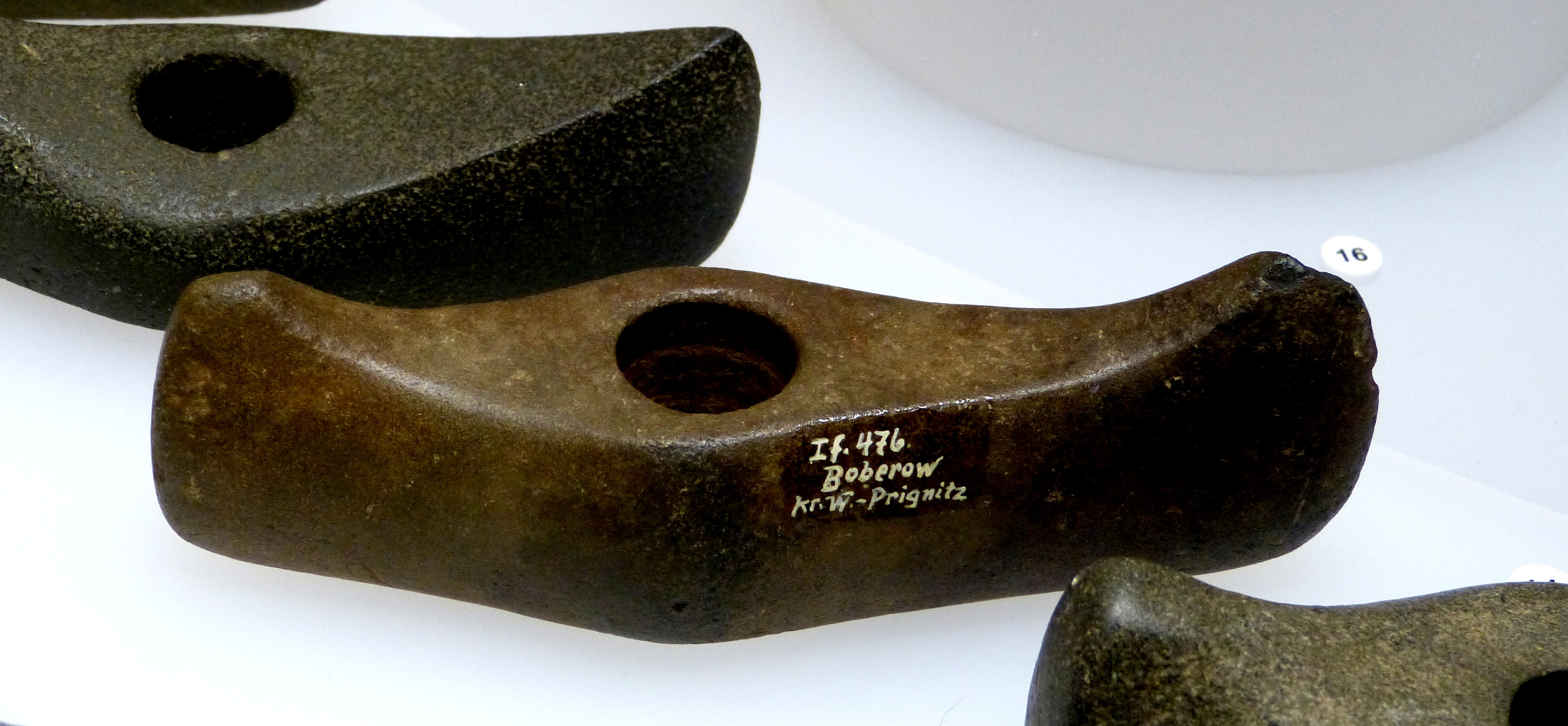
bootvormige strijdbijl

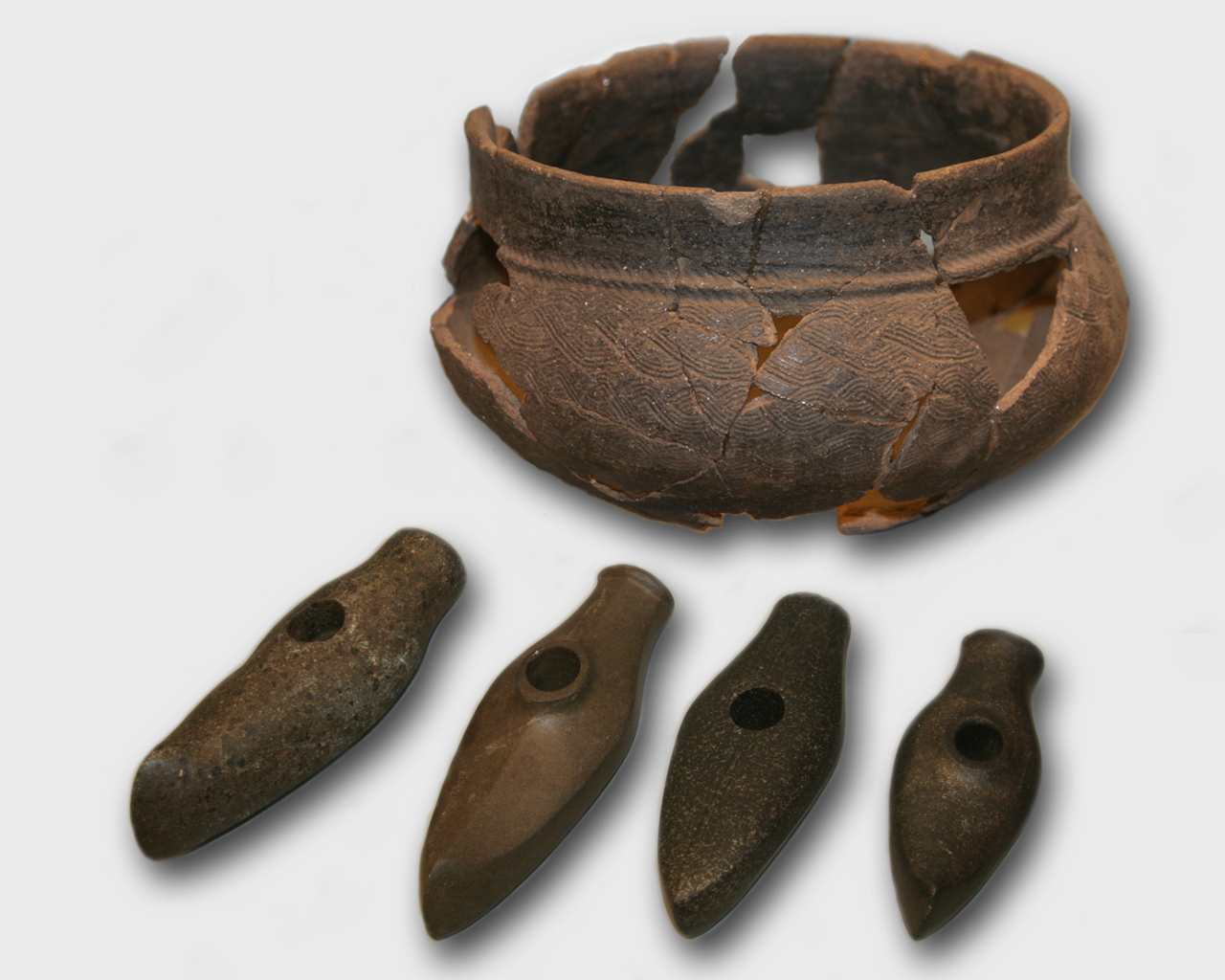
bootbijlen en aardewerk uit Estland

De bootbijlcultuur, ook wel strijdbijlcultuur genoemd, is een kopertijd-cultuur die bloeide in de kustgebieden van het zuiden van het Scandinavische schiereiland, het zuidwesten van Finland tot in de Baltische staten, vanaf ca. 2.800 - 2.300 v.Chr. Het was een uitloper van de touwbekercultuur en verving de trechterbekercultuur in het zuiden van Scandinavië, waarschijnlijk door een proces van migratie en bevolkingsvervanging. Er wordt gedacht dat het verantwoordelijk was voor de verspreiding van Indo-Europese talen en andere elementen van de Indo-Europese cultuur naar de regio. 
Het bestond een tijdlang naast de jager-verzamelaars van de Pitted-warecultuur, die het uiteindelijk absorbeerde en zich ontwikkelde tot de Noordse Bronstijd. De Noordse Bronstijd wordt op zijn beurt beschouwd als de voorouder van de Germaanse volkeren.

## Geschiedenis

### Oorsprong
De bootbijlcultuur ontstond rond 2.800 v.Chr. in het zuiden van het Scandinavische schiereiland als uitloper van de touwbekercultuur, die zelf grotendeels een uitloper was van de Jamnacultuur van de Pontisch-Kaspische Steppe. Moderne genetische studies tonen aan dat de opkomst ervan gepaard ging met grootschalige migraties. De bootbijlcultuur nam aanvankelijk de trechterbekercultuur over.

### Verspreiding
Het centrum van de bootbijlcultuur lag in Skåne. Sites van de bootbijlcultuur zijn gevonden in de kustgebieden van Zuid-Scandinavië en Zuidwest-Finland. De directe kustlijn bleef echter bezet door de Pitted-warecultuur. Tegen 2.300 v.Chr. had de bootbijlcultuur de Pitted-warecultuur geabsorbeerd.
Gedurende zijn hele bestaan lijkt de bootbijlcultuur zich te hebben uitgebreid langs de kust van Noorwegen. Einar Østmo rapporteert locaties van de bootbijlcultuur binnen de Noorse poolcirkel op de Lofoten, en zo ver noordelijk als de huidige stad Tromsø. 

### Opvolgers
De bootbijlcultuur eindigde rond 2300 v.Chr. Ze werd uiteindelijk opgevolgd door de Noordse Bronstijd, die een samensmelting lijkt te zijn van elementen uit de bootbijlcultuur en de Pitted-warecultuur.

## Kenmerken

### Begrafenissen
De bootbijlcultuur staat vooral bekend om haar begrafenissen. In Zweden zijn ongeveer 250 strijdbijlgraven gevonden. Ze zijn heel anders dan die gevonden in de enkelgrafcultuur van Denemarken, welke eveneens een variant van de touwbekercultuur was.
In de bootbijlcultuur werden de overledenen gewoonlijk in één vlak graf zonder grafheuvel geplaatst. De graven waren doorgaans noord-zuid georiënteerd, met het lichaam in een gebogen positie naar het oosten gericht. Mannen werden op hun linkerkant geplaatst, terwijl vrouwen op hun rechterkant werden geplaatst. Zowel wat betreft objecten als plaatsing zijn de grafgiften behoorlijk gestandaardiseerd. Werkbijlen van vuursteen worden gevonden in zowel mannelijke als vrouwelijke begrafenissen. De strijdbijlen worden bij de mannen dicht bij het hoofd geplaatst. Deze strijdbijlen lijken statussymbolen te zijn geweest, en naar hen is de cultuur vernoemd. Er zijn ongeveer 3000 strijdbijlen gevonden, verspreid over heel Scandinavië, maar ze zijn schaars in Norrland en Noord-Noorwegen. De gepolijste vuurstenen bijlen van de bootbijlcultuur en de Pitted-warecultuur vinden een gemeenschappelijke oorsprong in het zuidwesten van Skåne en Denemarken. Touwbekerkeramiek was ook een veel voorkomende grafgift bij bootbijl-begrafenissen. Dit werd meestal bij het hoofd of de voeten geplaatst. Andere grafgiften waren onder meer pijlpunten, wapens van gewei, barnsteenkralen en gepolijste vuurstenen bijlen en stekers. Faunaresten in de graven zijn onder meer van edelherten, schapen en geiten.
In 1993 werd in Turinge, in Södermanland, een sterfhuis opgegraven. Langs de ooit zwaar betimmerde muren werden de overblijfselen gevonden van een twintigtal aardewerken vaten, zes werkbijlen en een strijdbijl, die allemaal uit de laatste periode van de cultuur kwamen. Er waren ook de gecremeerde stoffelijke resten van minstens zes mensen. Het is de vroegste crematievondst in Scandinavië en toont nauwe contacten met Centraal-Europa. 

### Nederzettingen
Er zijn maar weinig nederzettingen van de bootbijlcultuur blootgelegd. De meeste bevinden zich landinwaarts, maar sommige bevinden zich in kustgebieden. De bootbijlcultuur-nederzettingen liggen echter niet direct aan de kustlijn, die eerder werd bewoond door de Pitted-warecultuur. Er zijn minder dan 100 nederzettingen bekend, en hun overblijfselen zijn te verwaarlozen, aangezien ze zich op doorgaand gebruikte landbouwgrond bevinden en als gevolg daarvan zijn weggeploegd.
Archeologische overblijfselen uit Zuid-Zweden toonden nauwe ruimtelijke relaties tussen huizen en graven, wat erop wijst dat de boerderijen centraal stonden in de sociale en economische activiteiten van de bootbijlcultuur. 

### Aardewerk

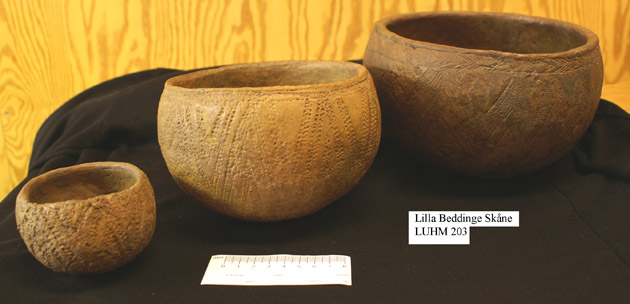
Aardewerk van de bootbijlcultuur

Bootbijl-aardewerk wordt vaak gevonden in Pitted ware-nederzettingen. Sommige nederzettingen vertonen zelfs fusies van de aardewerkstijlen van de bootbijlcultuur en Pitted-warecultuur. De relatie tussen de twee culturen is controversieel en nog niet goed begrepen. 

### Cultuur
Het sociale systeem van de bootbijlcultuur was duidelijk anders dan dat van de trechterbekercultuur.  De trechterbekercultuur had collectieve megalithische graven, terwijl de bootbijlcultuur enkelvoudige, individuele graven had. Het individualisme lijkt een veel prominentere rol te hebben gespeeld in de bootbijlcultuur dan onder haar voorgangers. 

### Economie
De bootbijlcultuur was gebaseerd op dezelfde landbouwpraktijken als de voorgaande trechterbekercultuur. De bootbijlcultuur lijkt de nadruk te hebben gelegd op het hoeden van vee, wat de schijnbare mobiele aard van de cultuur verklaart. Ze lijken ook handel te hebben gedreven met de jager-verzamelaars in het noorden, waarbij ze dierlijke producten ruilden voor materiële goederen.
Einar Østmo benadrukte dat de Atlantische en Noordzeekustgebieden van Scandinavië en de omringende Oostzeegebieden verenigd waren door een krachtige maritieme economie, die een veel grotere geografische spreiding en een nauwere culturele eenheid mogelijk maakte dan de binnenlandse continentale culturen konden bereiken. Hij wijst op het aantal wijdverspreide rotstekeningen die aan dat tijdperk zijn toegewezen en waarop grote aantallen schepen zijn afgebeeld. Voor dergelijke zeevarende culturen is de zee een verbindingsweg en geen scheidslijn.

## Etniciteit
Aangenomen wordt dat de bootbijlcultuur Indo-Europese talen en Indo-Europese cultuur naar Zuid-Scandinavië heeft gebracht. De fusie van de bootbijlcultuur met de inheemse landbouw- en jager-verzamelaarsculturen van de regio bracht de Noordse Bronstijd voort, die wordt beschouwd als de voorouderlijke beschaving van de Germaanse volkeren.